# USS LST-631
O USS LST-631 foi um navio de guerra norte-americano da classe LST que operou durante a Segunda Guerra Mundial.